# Druccy Horscy

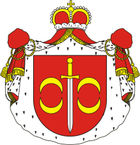
herb Druck

Drucc Horscy (także tylko Horscy) – ród kniaziowski (książęcy) pochodzenia litewskiego, będący gałęzią kniaziów Druckich, biorący swe nazwisko od miejscowości Hory, leżącej w Powiecie Orszańskim i położonej niedaleko Drucka, w którym Horscy, podobnie jak inni kniaziowie idący od Druckich, posiadali swoje udziały.
Za protoplastę rodu można uznać kniazia Wasyla Iwanowicza, syna kniazia Iwana "Putiaty" Druckiego, który pozostawił liczne potomstwo. Dwaj synowie (z pięciu) zapoczątkowali dwie gałęzie rodu: starszą wymarłą jeszcze w XVI w. i młodszą, która dotrwała do pierwszej połowy XVIII w. Ostatnim jej przedstawicielem był książę Michał Antoni Drucki-Horski, który umarł po 1730 r., pozostawiając niemały majątek, który odziedziczył Król Polski.
Kniaziowie Druccy-Horscy dziedziczyli także na Dudakowiczach oraz Burnewie w Powiecie Orszańskim, od których pisali się także Dudakowskimi i Burnewskimi. Po ich wygaśnięciu miały miejsce próby przypisywania się do tego rodu przez niejakich Gorskich.

## Członkowie rodu
- Hrehory Drucki-Horski - starosta orszański, wojewoda mścisławski